# Portret Maddaleny Doni
Portret Maddaleny Doni i Portret Agnola Doniego – dwa portrety namalowane przez Rafaela w 1505 lub 1506 roku. Oba obrazy znajdują się w Pałacu Pitti we Florencji.
Kupiec Agnolo Doni poślubił Maddalenę Doni w 1503 roku. Kompozycja portretów jest bardzo zbliżona do znanej Rafaelowi Mony Lisy (Giocondy) Leonarda da Vinci – osoby zostały sportretowane na tle krajobrazu, podobne jest ułożenie ich dłoni, na wzór Giocondy Rafael odtworzył również ujęcie włosów i welonu. Suknia Maddaleny Doni oraz noszone przez nią klejnoty (naszyjnik będący wcześniej własnością jej babki Domenici Ghirlandaio), świadczące o wysokim pochodzeniu społecznym znacznie odbiegają od przestawienia Giocondy. Portret ma charakter realistyczny i materialny, Rafael odtworzył na portrecie mankamenty urody Mddaleny Doni, np. drugi podbródek czy krągłości. Portret Agnola Doniego, który powstał po namalowaniu jego małżonki, również odbiega kompozycyjnie od wzorów Leonarda. Agnolo został ukazany en trois quarts. Jego spojrzenie odznacza się większą ekspresją. Wszystkie te różnice świadczą o tym, że Rafael pomimo silnej inspiracji dziełami Leonarda stosował również własne rozwiązania.